# Honkasaari (ö i Finland, Norra Österbotten, Oulunkaari, lat 65,31, long 27,20)
Honkasaari är en ö i Finland. Den ligger i sjön Jongunjärvi och i kommunen Pudasjärvi i den ekonomiska regionen  Oulunkaari  och landskapet Norra Österbotten, i den centrala delen av landet, 600 km norr om huvudstaden Helsingfors. Öns area är 0,9 hektar och dess största längd är 150 meter i öst-västlig riktning.